# Knovízská kultura

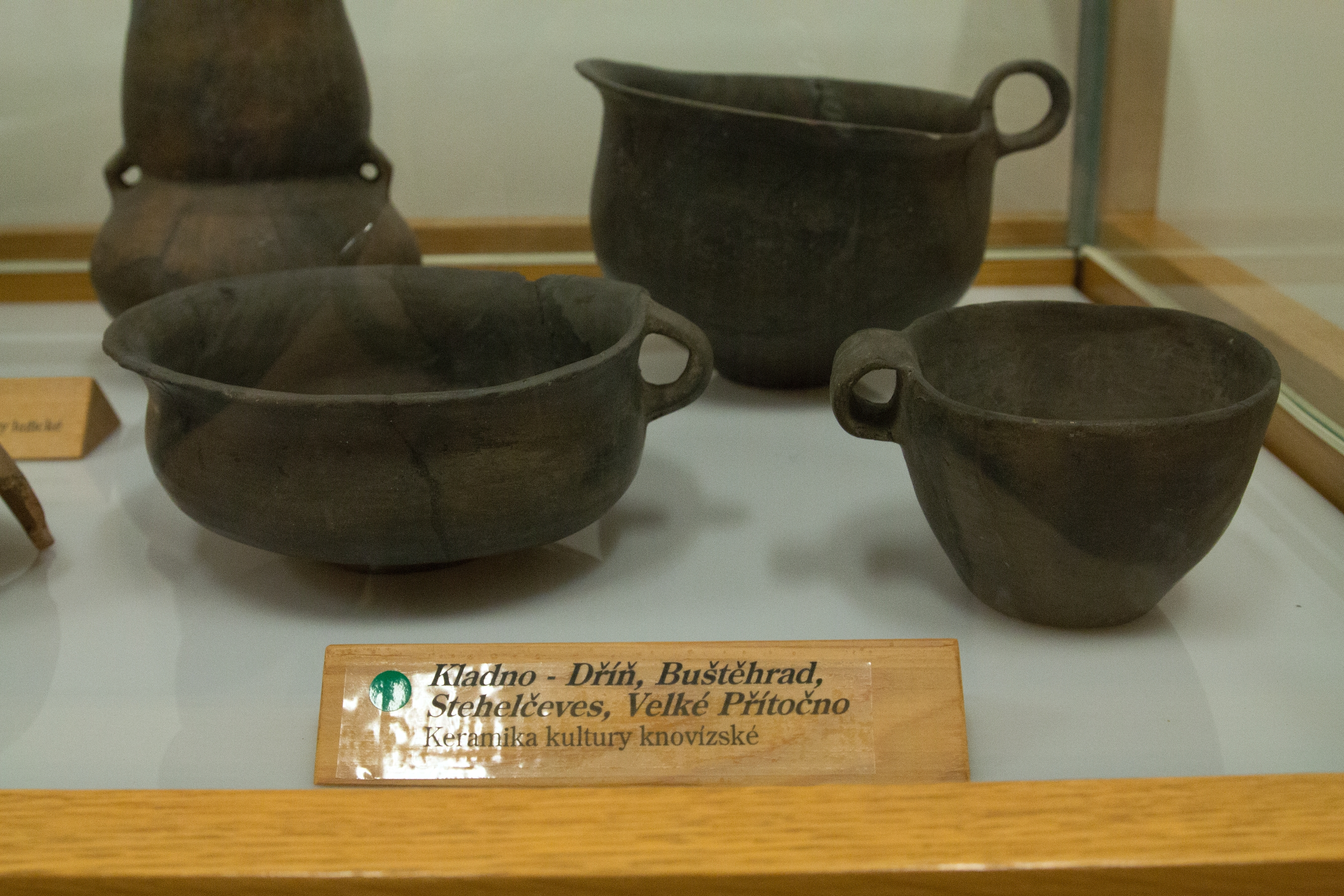
Keramika knovízské kultury uložená v kladenském muzeu

Knovízská kultura mladší doby bronzové ve středních Čechách, pojmenovaná podle naleziště Knovíz u Slaného, se vyznačuje rozvinutým kovolitectvím, stopami kanibalismu a vychází ze středodunajské mohylové kultury. Není vyloučeno její zařazení mezi protokeltská etnika. Kultura se datuje mezi roky 1300 až 950/920 před naším letopočtem. Její příslušníci osidlovali výšinné i jinak strategické polohy, kde vznikala hradiště. Sídliště se dělila na obytnou část (sloupové domy) a hospodářskou (jámy, sýpky). V nálezech keramiky převažují vejčité nádoby, hrnce s plastickou výzdobou (žlábky, rytí) a specializované keramické výrobky (stolní keramika). Charakteristické jsou tepané nádoby z bronzového plechu. Byly nalezeny doklady vlastní metalurgické činnosti (odlévací formy, zlomky).
Knovízská kultura sousedila na severu s kulturou Lužickou, patrně etnicky spadající k Venetům.
Z doby knovízské kultury byly na území Prahy a okolí nalezeny bronzové předměty a z Vltavy byl vyloven meč s rukojetí zdobenou volutou.[zdroj⁠?!]
Kultura přechází v mladší fázi (1000 př. n. l. až 800 př. n. l.) do kultury štítarské.